# CK Asset Holdings
Die CK Asset Holdings Limited (chinesisch 長江實業集團, kurz 長實), früher bekannt als Cheung Kong Property Holdings Limited (長江實業地產有限公司, kurz 長地), ist ein auf den Cayman Islands registrierter Immobilienentwickler mit Hauptsitz und Hauptgeschäftssitz in Hongkong. Das Unternehmen wurde 2015 im Rahmen einer Umstrukturierung der Cheung Kong Holdings gegründet, indem seine Immobilienbestände in eine separate Gesellschaft ausgegliedert wurden. CK Asset Holdings ist seit dem 3. Juni 2015 am Hong Kong Stock Exchange gelistet.
Bereiche, in denen das Unternehmen aktiv ist, sind Immobilienentwicklung und -Investitionen, Betrieb von Hotels und Suiten mit Service, Immobilien- und Projektmanagement, Flugzeugleasing sowie Investitionen in Energie- und Infrastrukturanlagen. Das Unternehmen ist in Hongkong, dem chinesischen Festland, Singapur, dem Vereinigten Königreich, Kontinentaleuropa, Australien, Kanada und den Vereinigten Staaten tätig.
Gemeinsam mit der Infrastructure Holdings CKI übernahm CK Property 2017 den Ablesedienst Ista International.